# Salas Altas
Salas Altas ist eine nordspanische Gemeinde (municipio) mit 296 Einwohnern (Stand: 2024) im Westen der Provinz Huesca in der Autonomen Region Aragonien.

## Lage und Klima
Salas Altas liegt etwas südlich der Sierra de la Carrodilla etwa 35 Kilometer (Fahrtstrecke) östlich der Provinzhauptstadt Huesca in einer durchschnittlichen Höhe von etwa 513 m. Das Klima ist warm und gemäßigt (die Winter sind relativ kalt, die Sommer heiß); Regen (ca. 570 mm/Jahr) fällt übers Jahr verteilt.

## Wirtschaft
Vorherrschend sind Ackerbau (mit künstlicher Bewässerung) und Viehzucht.

## Sehenswürdigkeiten
- Kirche St. Anna aus dem 17. Jahrhundert
- Einsiedelei von La Candelera

## Persönlichkeiten
- Paz Rios Nasarre (* 1967), Literaturwissenschaftlerin und Hochschullehrerin